# Ердемлі
Ердемлі (тур. Erdemli) — місто і район (ілче) в провінції (ілі) Мерсін (Туреччина).

## Історія
Ці місця були населені з античних часів. Ними володіли перси, греки, римляни, візантійці, вірмени, турки-сельджуки, і в підсумку вони увійшли до складу Османської імперії.

## Муніципалітети
На території району розташовані такі населені пункти міського типу, які мають статус муніципалітетів:
- Ердемлі — районний центр
- Арпачбахшиш (тур. Arpaçbahşiş)
- Аяш (тур. Ayaş)
- Чешмели (тур. Çeşmeli)
- Есенпинар (тур. Esenpınar)
- Каргипинари (тур. Kargıpınarı)
- Кизкалеси (тур. Kızkalesi)
- Коджахасанли (тур. Kocahasanlı)
- Кумкую (тур. Kumkuyu)
- Лімонлу (тур. Limonlu)
- Темюк (тур. Tömük)